# داريل إيلستون
داريل إيلستون (بالإنجليزية: Darrell Elston)‏ مواليد 15 أغسطس 1952 في تيبتون، هو لاعب كرة سلة أمريكي سابق. بدأ مسيرته الاحترافية في سنة 1974. تم اختياره من قبل فريق أتلانتا هوكس خلال الدرافت. يبلغ طوله 6 قدم 4 بوصة (1.9 م). اعتزل اللعب في 1975.

## روابط خارجية
- داريل إيلستون على موقع إن بي أي (الإنجليزية)
- داريل إيلستون على موقع سبورتس رفرنس (الإنجليزية)
- داريل إيلستون على موقع كلية كرة السلة في سبورتس رفرنس.كوم (الإنجليزية)
- داريل إيلستون على موقع ريلجم (الإنجليزية)
- داريل إيلستون على موقع بروبوليرز (الإنجليزية)